# Грачёв, Михаил Иванович
Михаи́л Ива́нович Грачёв (1916, с. Пасенки, Корсунский уезд, Симбирская губерния — 8 декабря 1989, Казань) — советский врач-психиатр, министр здравоохранения Татарской АССР (1954—1959), Заслуженный врач РСФСР.

## Биография
Родился в селе Пасенки, Корсунский уезд, Симбирская губерния, Российская империя.
В годы Великой Отечественной войны был мобилизован в Красную армию, за проявленное мужество и героизм в боях с немецко-фашистскими захватчиками награждён орденами Отечественной войны II степени, Красной Звезды. Участвовал в Сталинградской и Курской битвах, освобождении Украины, Румынии, Югославии, Австрии и Венгрии.
В 1947 году окончил Казанский государственный медицинский институт, получив диплом врача-психиатра, работал в медицинских учреждениях Татарской АССР. В 1951 году был назначен заведующим Казанским городским отделом здравоохранения, в 1953 году стал главным врачом Республики клинической больницы в Казани.
В 1954 году Михаил Грачёв назначен министром здравоохранения Татарской АССР, возглавлял ведомство до 1959 года. В 1959 году начал работать заместителем главного врача, затем стал главным врачом Республиканской психиатрической больницы.
Михаил Грачёв руководил проведением реорганизации психиатрической службы в Татарской АССР, ввёл в практику диспансеризацию городского и сельского населения. Были открыты новые стационары и подготовлены молодые кадры врачей-психиатров.
За труд в мирное время был награждён Орденом «Знак Почёта» и медалями.
Михаил Грачёв скончался 8 декабря 1989 года в Казани. Похоронен на Ново-Татарском кладбище в городе Казань.

## Награды и звания
- Орден Отечественной войны II степени
- Орден Красной Звезды
- Орден «Знак Почёта»
- Медали
- Заслуженный врач РСФСР